# Eracle Arion
Eracle Arion, și  Eraclie, (n. 24 februarie 1838, București – d. 7 septembrie 1903, București, înmormântat la Fierbinți-Târg) a fost un general român de divizie, comandant al Școlii Speciale de Artilerie și Geniu, inspector general al artileriei, comandant al Corpului 2 Armată și guvernator al Cetății București. 

## Familie

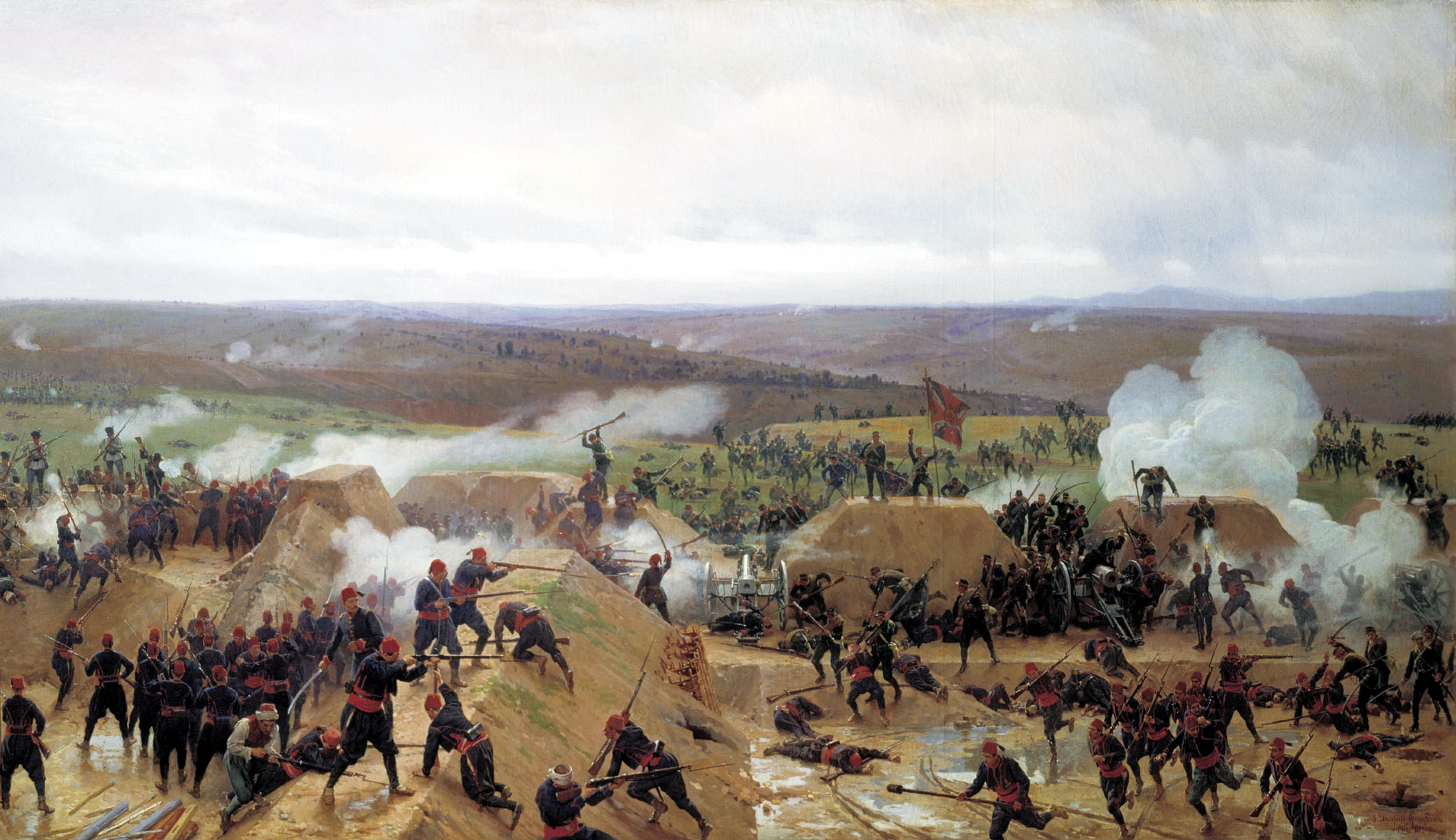
Cucerirea redutei Grivița

Eracle se trage dintr-o familie boiernași ialomițeni, al cărei arbore genealogic conduce spre mijlocul secolului al XVII-lea. El a fost unul din cei 16 copii ai lui Scarlat Arion. Generalul s-a căsătorit în anul 1866 cu Sevastia (Vatica) (d. 1923), fiica lui Nicolae Alexandrescu, poreclit Cafegibașa (de la funcția de cafegiu bași la curtea domnitorului Grigore Ghica), care moștenise o moșie de 1623 de hectare la Fierbinți, județul Ialomița. A avut patru copii: Nicolae, ajuns colonel, Zoe, Viorica și Margareta.

## Biografie

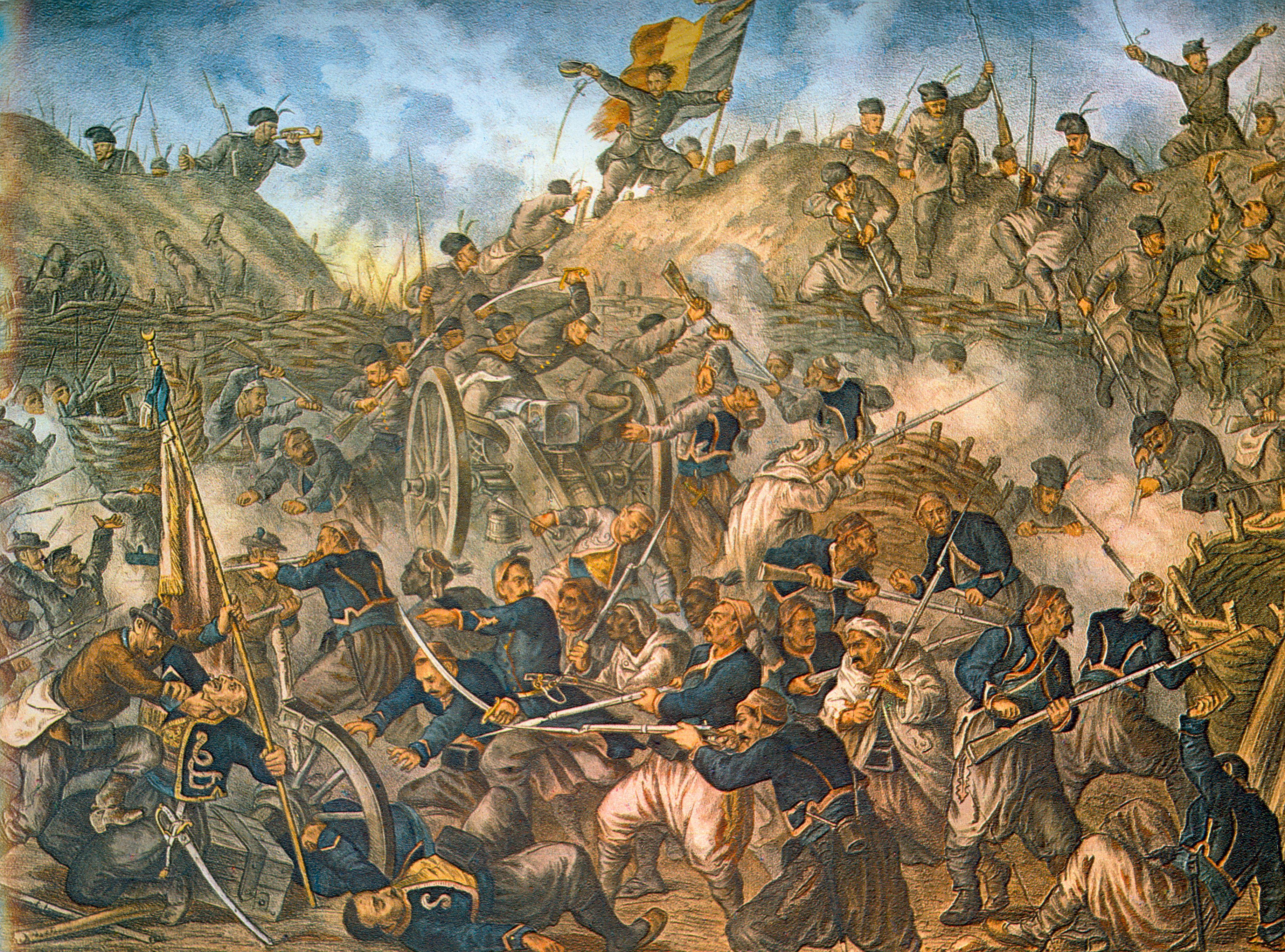
Plevna 1877

### Anii de dezvoltare
Tânărul Arion s-a decis de timpuriu pentru o carieră militară. El a fost admis la „Școala de Ofițeri” din București (1855-1857), și după absolvirea ei, a urmat „Școala Politehnică din Paris” precum și „Școala de Artilerie și Geniu” la Metz (1857-1861). Ca urmare, a devenit sublocotenent (1857) și locotenent (1861).
Arion a avansat rapid în cariera militară și mai departe, obținând gradele militare de căpitan în 1864, de maior în 1868  și de locotenent-colonel în 1870. În această perioadă a îndeplinit diverse funcții. În perioada 1861-1863, Arion a fost, între altele, comandant de secție în Regimentul Artilerie nr. 1 al Armatei Române, apoi transferat ca ofițer al Statului Major în Direcția Artilerie din Ministerul de Război (1863-1864 și 1868-1870). El s-a preocupat în acest timp de dezvoltarea și înzestrarea artileriei, din 1864-1868, a supravegheat ca ofițer în Direcția Artilerie din Ministerul de Război fabricarea tunurilor comandate de Ministerul de război la „Fabrica de Armament” din Nantes. Simultan, cu desemnarea sa la gardul de locotenent-colonel, Arion a devenit comandant al Regimentului Artilerie nr. 2 (1870-1875).

### În funcții mai mari

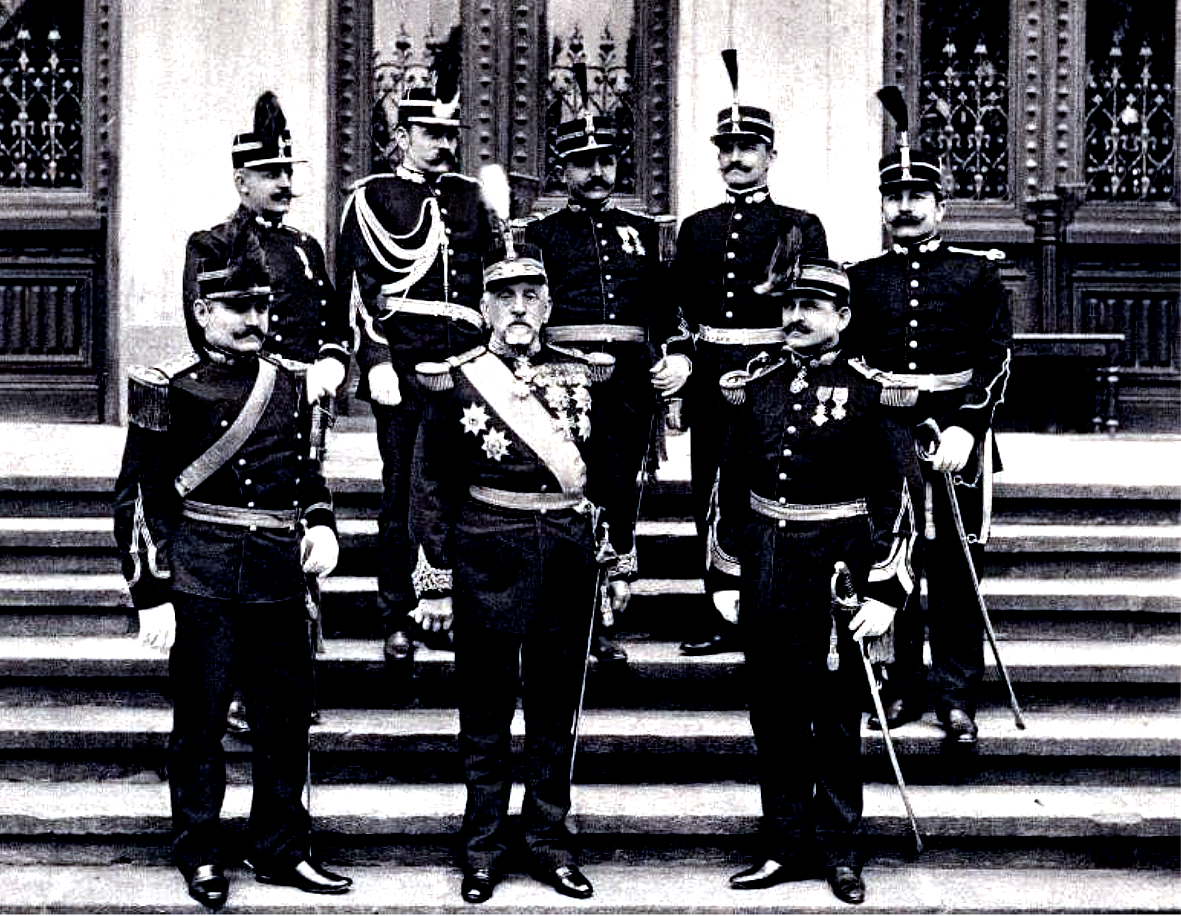
Generalul Eracle Arion ca guvernator al cetății București

În anul 1875, Eracle Arion a fost avansat colonel și numit șef al Serviciului Artilerie din Marele Stat Major (1875-1877), apoi atașat militar al Marelui Cartier General pe lângă Marelui Duce Nicolae (1877-1878), în sfârșit comandant al Școlii Speciale de Artilerie și Geniu (1881-1882). Ca șef al Serviciului Artilerie din Marele Stat Major a insistat pentru constituirea a câte unui regiment de artilerie pentru fiecare divizie de infanterie (în urma raportului său nr. 550 din 5 februarie 1877), înființând-se astfel încă două regimente de artilerie. El a susținut și înzestrarea cu tunuri „Krupp” calibru 87 mm (modelele 1875 și 1877), punând astfel bazele artileriei teritoriale. În acest context a elaborat „Instrucțiunile asupra artileriei în luptă”.
A participat la Războiul de Independență dintre anii 1877-1878, purtat împotriva turcilor, care a avut drept consecință recunoașterea pe plan internațional a independenței României. El a organizat „Bateria Mircea” și „Bateria Elisabeta” pentru apărarea orașului Calafat, unde a fost prezent la întâiul foc de tun tras de „Bateria Carol” la Calafat, sub ochii domnitorului. De asemenea, a coordonat construirea podului de peste Dunăre de la Săliștioara-Măgura, a condus pregătirea intrării în acțiune a artileriei la Asediul Plevnei, fiind prezent, alături de alți ofițeri români, la capitularea lui Osman Nuri Pașa.
În anul 1883, Arion a fost numit general de brigadă și inspector general al artileriei, funcție care a îndeplinit-o până în 1892. Cu acest rang a deținut două  poziții foarte prestigioase și importante. El a fost comandant al Corpului 2 Armată (1893-1902) și al cetății București (1895-1903).
În anul 1902, ofițerul Arion a fost trecut la gradul de general de divizie. A făcut parte din comisia pentru experimentarea cupolelor forturilor cetății București, din toate comisiile tehnice chemate a se pronunța asupra armamentului oștirii, precum și din consiliile de apărare a țării prezidate de rege. A fost președinte de onoare al comitetului de inițiativă pentru înființarea Revistei Artileriei. Între însărcinările importante ce i-au fost atribuite sunt de menționat pregătirea activităților din luna mai 1902 prilejuite de aniversarea proclamării independenței din urmă cu 25 de ani, a urcării pe tron a Principelui Carol în anul 1866 și a încoronării sale ca rege în anul 1881. În cadrul aniversării independenței, Arion a organizat „Sărbătoarea Întâiului Tun” în amintirea memorabilei zile de 15 mai 1877, când un tun al bateriei „Carol” de la Calafat a tras primul proiectil, în prezența principelui, marcând declanșarea acțiunilor de consfințire pe câmpul de luptă a independenței proclamată în parlament.

## Decorații

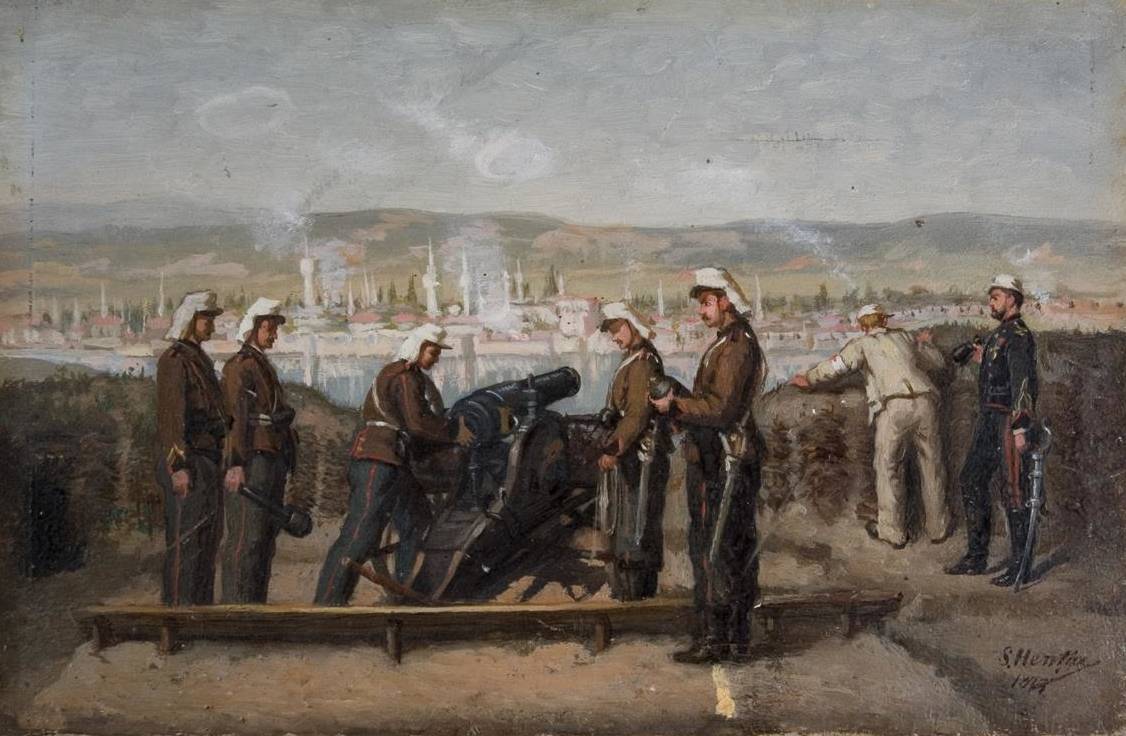
Baterie de artilerie la Calafat, pictură de Sava Henția

Eracle Arion a fost un ofițer mult decorat, între altele cu:
- Ofițer al Ordinului național „Steaua României”
- Ordinul regal român „Virtutea Militară” de aur
- Crucea regală română „Trecerea Dunării”
- Medalia regală română a „Apărătorilor Independenței”
- Marea Cruce al Ordinului imperial german „Crucea de Fier”
- Ordinul „Sfânta Ana” de clasa a 2-a
- Ordinul imperial rus „Sf. Vladimir” de  clasa IV
- Medalia Comemorativă Rusă a Războiului din 1877-1878 a împăratului Alexandru al II-lea

## Epilog
Marele general a fost înmormântat cu mult fast la Cimitirul Șerban Vodă din capitală. Ulterior trupul generalului a fost strămutat de soția lui în cavoul familiei la conacul de pe moșia de la Fierbinți, care a fost vandalizat. Astăzi mormântul generalului Eraclid Arion se află în incinta centrului de asistență socială Fierbinți-Târg. O stradă în  București este denumită după el.
În necrologul publicat de Revista Artileriei, septembrie 1903, se spune : „A trăit muncind, iar munca i-a fost rodnică și rodul îmbelșugat. A fost dascălul neîntrecut al artileriștilor români. A fost oșteanul credincios și devotat patriei și tronului.”